# 人類生態學
人類生態學是一門跨領域研究，以研究人類、人與環境的互動和組織為主要內容，其主題包括人類與其自然環境、社會環境，及建成環境之間的關係。

## 人類生態學的發展
生態學作為一門學科在專業上來說是起源於1886年，當時恩斯特·海克爾使用了oekologie 這個字來描述有機體與其環境之間關係的研究。由於生態學助長了科學內部的學科交叉——為了研究生物性與非生物性因子的系統，生態學創造了物質科學與生物科學之間的橋樑——因此在當時是具有顛覆性的。